# 姚大成
姚大成，浙江錢塘（今浙江杭州）人，是一名清朝政治人物。
道光二年，接替陈凤喈。署任江蘇荆溪縣知縣。后由李鸿钧接任。姚大成曾于1831年接替保先烈任嘉定县知县一职，1833年由张之杲接任。